# Октябрський (Гомельська область)
Октя́брьский або Рудобілка (біл. Акця́брскі) — селище міського типу, центр Октябрського району Гомельської області (Білорусь). Автостанція. Залізнична станція на лінії Бобруйськ - Рабкор.

## Історія
Заснований 31 серпня 1954 року згідно з Указом Президії Верховної Ради БРСР. з трьох населених пунктів - Рудобелки, Рудни і Карпиловки і отримав статус районного центру (замість села Карпиловка). Перша письмова згадка про Рудобелки відноситься до 1507 році.
Під час громадянської війни і польської окупації 1918-1920 років Рудобелка стала центром так званої «Рудобельскої республіки».
Під час Другої світової війни Октябрський став центром Октябрсько-Любанскої партизанської зони. У цей час на території району зберігалася Радянська влада, працювали школи, електростанція, майстерні та ін. У березні-квітні 1942 року під час каральної операції фашистськими загарбниками були спалені Рудня, частина Рудобелків і Карпиловкі, у вогні знищено 2629 мирних громадян. Територія селища звільнена від фашистських загарбників 27 червня 1944 року.

## Сучасний стан
Населення становить близько 7,8 тис. чоловік (2007 р.). Промисловий комплекс селища спеціалізується на переробці сільськогосподарської сировини. Налічується близько 60 підприємств, організацій та установ. Після аварії на ЧАЕС в 1986 році, в Октябрський почали прибувати переселенці з забруднених територій, наслідком чого стало зростання чисельності населення.